# Super Aleste
Super Aleste (スーパーアレスタ en japonais, Space Megaforce pour la version américaine) est un shoot them up à scrolling vertical sorti en 1992 sur Super Nintendo. Le jeu a été développé par Compile puis édité par Toho. Ce titre a été très remarqué lors de sa sortie par sa fluidité, car il est un des tout premiers, à faire gérer une partie des sprites par le processeur sonore de la Super Famicom, ceci afin d'en finir avec les ralentissements systématiques de ce type de jeu sur la console de Nintendo.

## Système de jeu
Super Aleste est facile à prendre en main ; les contrôles peuvent être changés dans les réglages, mais voici tout de même les contrôles de base :
- Touches directionnelles : Déplacer le vaisseau
- Boutons A et Y : Tirer
- Bouton B : Utiliser une bombe
- Boutons R et X : Changer la configuration de l'arme actuelle
- Boutons Start et L : Mettre le jeu en pause
- Bouton Select : Changer la vitesse du vaisseau.

Là où le système de Super Aleste est différent des jeux de shoot them up est son système d'armes multiples dont on peut augmenter le niveau. Chaque arme (au nombre de huit) possède donc six stades différents, évoluant avec les niveaux. Le joueur peut récolter une arme s'il récupère sa capsule correspondante, le plus souvent lâchée par les ennemis qu'il a vaincus. Le niveau des armes ne dépend pas de celles-ci, c'est-à-dire que si le joueur change d'arme, le niveau restera tel quel. Le joueur peut monter de niveau soit :
- En récoltant la capsule correspondant à l'arme qu'il possède
- En récupérant plusieurs capsules orange (plus le niveau de ses armes sera élevé, plus il aura besoin de capsules orange pour l'augmenter
- En récupérant une capsule verte

Un système de score est également présent, comme pour quasiment tous les jeux du genre. Le joueur augmente son score en récupérant des capsules ou en tuant ses ennemis.

## Armement
L'armement est composé d'une arme principale et d'une bombe détruisant les ennemis dans son champ d'action. L'arme principale peut être de huit types différents. Chacun de ses types d'armes est configurable via une pression de la touche R. Le vaisseau du joueur ne peut porter qu'un seul type d'arme à la fois. De plus, cette arme peut être augmentée par six fois, augmentant la puissance de feu et/ou la cadence de tir.
- 1 (MUL) - Tir multiple : Tir standard à la plupart des shoot them up. Il peut avoir un champ de tir plus ou moins large et une puissance de feu dispersée ou non.
- 2 (LAS) - Laser : Un laser couvrant un spectre large et capable d'absorber les tirs ennemis. Peut être configuré pour se diriger automatiquement vers les ennemis.
- 3 (CIR) - Bouclier : Des bulles protectrices gravitent autour du vaisseau du joueur. Leur nombre et leur vitesse de rotation dépendent du niveau de puissance de l'armement. Elles absorbent les tirs ennemis et peuvent endommager les carlingues adverses. Il est possible de leur faire adopter une position fixe autour du vaisseau.
- 4 (ALL) - Tir directionnel : Tir relativement puissant, suivant la même direction que le vaisseau. Il est possible de forcer le tir à n'aller que dans une seule direction déterminée.
- 5 (MIS) - Missile a tète chercheuse : Une salve de missile se dirigeant automatiquement vers les vaisseaux ennemis. Il est possible de désactiver cette fonction de recherche automatique.
- 6 (C.G.) - Rayon à charge : Laser pouvant être emmagasiné durant un court instant, et pouvant couvrir un spectre plus ou moins large suivant la puissance du tir et le temps emmagasiné avant la décharge d'énergie.
- 7 (SPR) - Satellite: De petits vaisseaux alliés viennent épauler le joueur. Il est possible de leur donner une position fixe autour du vaisseau du joueur, ou au contraire, de les laisser s'auto-gérer.
- 8 (CRA) - Tir puissant : Des tirs relativement gros, qui en contact avec une autre structure, se disloquent en de multiples tirs basiques. Il est possible de laisser ces tirs puissants partir en ligne droite ou de leur donner une légère inclinaison.

## Équipe de développement
- Producteurs exécutifs : Akira Kobayashi, Masamitsu Niitani
- Producteurs : Junichi Tsunoda, Masato Takeno, Taka Tanida
- Programmeur : Jemini Hirono
- Graphic Designers : Janus Teramoto, Kerol Watanabe, Itoh, Koshio, Sawa, Ohnishi
- Sound Designers : Keiji Takeuchi, Einosuke Nagao, Katsumi Tanaka
- Game Designer : Jemini Hirono
- Remerciements : Katsuji Suenaga, Matsuoka, Compile Staff